# Lättvikt i grekisk-romersk stil i brottning vid olympiska sommarspelen 1984
Herrarnas brottningsturnering i grekisk-romersk stil i viktklassen lättvikt vid olympiska sommarspelen 1984 avgjordes i Anaheim Convention Center i Anaheim. 

## Medaljörer
| Klass    | Guld                       | Silver                 | Brons                |
| Lättvikt | Vlado Lisjak · Jugoslavien | Tapio Sipilä · Finland | James Martinez · USA |

## Resultat
- TO — Vinst genom fall
- SP — Vinst genom överlägsenhet, 12-14 poängs skillnad, förloraren med poäng
- SO — Vinst genom överlägsenhet, 12-14 poängs skillnad, förloraren utan poäng
- ST — Vinst genom teknisk överlägsenhet, 15 poäng skillnad
- PP — Vinst genom poäng, förloraren med tekniska poäng
- PO — Vinst genom poäng, förloraren utan tekniska poäng
- PA — Vinst genom att motståndaren skadas
- DQ — Vinst genom förverkande
- D2 — Båda brottarna diskvalificerade på grund av passivitet  (0-0 poäng)
- DNA — Dök inte upp
- L — Förluster
- ER — Elimineringsrunda
- CP — Klassificeringspoäng
- TP — Tekniska poäng

- PA — Vinst genom att motståndaren skadats

### Elimineringsrunda

#### Pool A
| L        |                         | CP       | TP       |                         | L        |          |
| Omgång 1 | Omgång 1                | Omgång 1 | Omgång 1 | Omgång 1                | Omgång 1 | Omgång 1 |
| -------- | ----------------------- | -------- | -------- | ----------------------- | -------- | -------- |
| 1        | Seiji Nemoto (JPN)      | 1-3 PP   | 5-6      | Deitmar Streitler (AUT) | 0        |          |
| 0        | Sümer Koçak (TUR)       | 3-1 PP   | 12-9     | Lee Yeun-Ik (KOR)       | 1        |          |
| 0        | Ştefan Negrişan (ROU)   | 3-1 PP   | 7-3      | Said Souaken (MAR)      | 1        |          |
| 0        | Vlado Lisjak (YUG)      |          |          | Bye                     |          |          |
| Omgång 2 |                         |          |          |                         |          |          |
| 0        | Vlado Lisjak (YUG)      | 3-0 PO   | 7-0      | Seiji Nemoto (JPN)      | 2        |          |
| 0        | Deitmar Streitler (AUT) | 3-0 P1   | 5:28     | Sümer Koçak (TUR)       | 1        |          |
| 2        | Lee Yeun-Ik (KOR)       | 0-3 PO   | 0-5      | Ştefan Negrişan (ROU)   | 0        |          |
| 1        | Said Souaken (MAR)      |          |          | Bye                     |          |          |
| Omgång 3 |                         |          |          |                         |          |          |
| 2        | Said Souaken (MAR)      | 1-3 PP   | 5-7      | Deitmar Streitler (AUT) | 0        |          |
| 0        | Vlado Lisjak (YUG)      | 3-1 PP   | 11-4     | Sümer Koçak (TUR)       | 2        |          |
| 0        | Ştefan Negrişan (ROU)   |          |          | Bye                     |          |          |
| Final    |                         |          |          |                         |          |          |
|          | Ştefan Negrişan (ROU)   | 1-3 DC   | 0-0      | Vlado Lisjak (YUG)      |          |          |
|          | Deitmar Streitler (AUT) | 0-3.5 PS | 5:33     | Ştefan Negrişan (ROU)   |          |          |
|          | Vlado Lisjak (YUG)      | 3-1 PP   | 8-6      | Deitmar Streitler (AUT) |          |          |

| Brottare                | L | ER | CP | Sista |
| ----------------------- | - | -- | -- | ----- |
| Vlado Lisjak (YUG)      | 0 | -  | 6  | 6     |
| Ştefan Negrişan (ROU)   | 0 | -  | 6  | 4.5   |
| Deitmar Streitler (AUT) | 0 | -  | 9  | 1     |
| Sümer Koçak (TUR)       | 2 | 3  | 4  |       |
| Said Souaken (MAR)      | 2 | 3  | 2  |       |
| Lee Yeun-Ik (KOR)       | 2 | 2  | 1  |       |
| Seiji Nemoto (JPN)      | 2 | 2  | 1  |       |

#### Pool B
| L              |                             | CP       | TP       |                             | L        |          |
| Omgång 1       | Omgång 1                    | Omgång 1 | Omgång 1 | Omgång 1                    | Omgång 1 | Omgång 1 |
| -------------- | --------------------------- | -------- | -------- | --------------------------- | -------- | -------- |
| 0              | Mohamed Al-Nakdali (SYR)    | 4-0 ST   | 12-0     | Boris Goldstein (ARG)       | 1        |          |
| 0              | Tapio Sipilä (FIN)          | 3-0 PO   | 5-0      | Gerry Svensson (SWE)        | 1        |          |
| 0              | James Martinez (USA)        | 4-0 TF   | 2:44     | Antonios Papadopoulos (GRE) | 1        |          |
| 0              | Shaban Ibrahim (EGY)        |          |          | Bye                         |          |          |
| Omgång 2       |                             |          |          |                             |          |          |
| 1              | Shaban Ibrahim (EGY)        | 0-4 TF   | 0:48     | Mohamed Al-Nakdali (SYR)    | 0        |          |
| 2              | Boris Goldstein (ARG)       | 0-4 ST   | 3-15     | Tapio Sipilä (FIN)          | 0        |          |
| 2              | Gerry Svensson (SWE)        | 0-4 TF   | 5:59     | James Martinez (USA)        | 0        |          |
| 1              | Antonios Papadopoulos (GRE) |          |          | Bye                         |          |          |
| Omgång 3       |                             |          |          |                             |          |          |
| 2              | Antonios Papadopoulos (GRE) | 1-3 PP   | 3-5      | Shaban Ibrahim (EGY)        | 1        |          |
| 1              | Mohamed Al-Nakdali (SYR)    | 0-4 ST   | 0-12     | Tapio Sipilä (FIN)          | 0        |          |
| 0              | James Martinez (USA)        |          |          | Bye                         |          |          |
| Omgång 4       |                             |          |          |                             |          |          |
| 0              | James Martinez (USA)        | 3-1 PP   | 9-7      | Mohamed Al-Nakdali (SYR)    | 2        |          |
| 2              | Shaban Ibrahim (EGY)        | 0-3 P1   | 1:19     | Tapio Sipilä (FIN)          | 0        |          |
| Sista omgången |                             |          |          |                             |          |          |
|                | James Martinez (USA)        | 1-3 PP   | 2-5      | Tapio Sipilä (FIN)          |          |          |

| Brottare                    | L | ER | CP | Sista |
| --------------------------- | - | -- | -- | ----- |
| Tapio Sipilä (FIN)          | 0 | -  | 14 | 3     |
| James Martinez (USA)        | 1 | -  | 11 | 1     |
| Mohamed Al-Nakdali (SYR)    | 2 | 4  | 9  |       |
| Shaban Ibrahim (EGY)        | 2 | 4  | 3  |       |
| Antonios Papadopoulos (GRE) | 2 | 3  | 1  |       |
| Gerry Svensson (SWE)        | 2 | 2  | 0  |       |
| Boris Goldstein (ARG)       | 2 | 2  | 0  |       |

### Slutkamper
|                         | CP        | TP        |                          |           |
| 5:e plats               | 5:e plats | 5:e plats | 5:e plats                | 5:e plats |
| ----------------------- | --------- | --------- | ------------------------ | --------- |
| Deitmar Streitler (AUT) | 3-1 PP    | 8-4       | Mohamed Al-Nakdali (SYR) |           |
| Bronsmatch              |           |           |                          |           |
| Ştefan Negrişan (ROU)   | 0-4 TF    | 0:25      | James Martinez (USA)     |           |
| Final                   |           |           |                          |           |
| Vlado Lisjak (YUG)      | 4-0 TF    | 0:57      | Tapio Sipilä (FIN)       |           |